# Ur (kontinent)
Ur je název prvního známého kontinentu, který se zformoval pravděpodobně před 3 miliardami let v eónu Archaikum. Asi před 1 miliardou let se spojil s dalšími dvěma kontinenty Nenou a Atlantikou do superkontinentu Rodinie.
Kontinent byl složený z částí, které dnes tvoří Afriku, Austrálii, Indický subkontinent a ostrov Madagaskar. Předpokládá se, že to byl jediný kontinent na Zemi a nedosahoval ani velikosti dnešní Austrálie.[zdroj?]